# 保田八十吉
保田 八十吉（やすだ やそきち、1843年10月14日（天保14年9月21日） - 1919年（大正8年）3月16日）は、日本の政治家（広島市会議員）、実業家、資産家、広島県の大地主、醤油・清酒醸造家（縄屋）。（旧）広島銀行頭取。広島貯蓄銀行副頭取。広島県農工銀行監査役、同取締役。広島桟橋取締役。広島商業会議所特別議員。族籍は広島県平民。

## 人物
広島城下京橋町の商家縄屋の分家（新宅）の3代目として生まれた。七兵衛の長男である。漢籍を藩儒木原桑宅に学んだ。
実業方面にあっては第百四十六国立銀行の取締役より頭取に選挙された。養蚕伝習所を設立し製糸場を設けた。
国防費として金1000円の献納（国防献金）を行ったことで黄綬褒章を下賜され、1900年に特旨を以て正七位に叙せられる。英資聡明謹直温厚であり、諸般の事務を鞅掌した。広島市実業界の大権威者であった。

## 家族・親族
保田家
広島市京橋町の保田家は同市第一流の門閥家であり、又名望資産とも兼有した。祖先は、浅野家に従い紀伊国から広島に来た。初代内蔵（後太郎右衛門）は浅野家に仕えた武士で、1619年、浅野家に従い来広。島原の乱で負傷して浪人となり、京橋町北側に間口二間半の家を買求め移住した。
当初は農業のかたわら紺屋と縄を商い、「縄屋」を家号とした。3代目久左衛門の頃から京橋町や近隣の町年寄をつとめ、6代目久左衛門は藩との関係も深めて永代20人扶持を得る。縄屋の分家（新宅）では醤油・酒の醸造業を営んだ。
- 父・七兵衛（広島平民）[10]
- 長女・クメ（1871年 - ?、広島平民、岩室雄次郎の妻）[8][10]
- 養子・大吉[5]（1873年 - ?、酒、醤油醸造業、広島、尼子英次郎の二男[10]、尼子忠蔵の弟）
  - 同妻・キチ（1882年 - ?、広島平民、保田芳太郎の長女）[10]
  - 同長男・七兵衛[13]（1892年 - ?、前名・東介[8]、酒、醤油醸造業[13]、広島県多額納税者）
  - 同長女・順（1906年 - ?）[8]
  - 同二女・朝（1909年 - ?）[8]
  - 同二男・仲蔵（1912年 - ?）[8]
  - 同三男（1914年 - ?）[8]
  - 同四男（1916年 - ?）[8]
- 養子・奝吉[13]（1878年 - ?、四女セイの夫、広島、尼子忠蔵の弟）[8][10]
  - 同妻・セイ（1881年 - ?）[10]
  - 同長男（1912年 - ?）[8]
- 孫[10]

親戚
- 尼子忠蔵（醤油商、第六十六銀行、尾道貯蓄銀行各取締役）